# Sekretarz edukacji Stanów Zjednoczonych

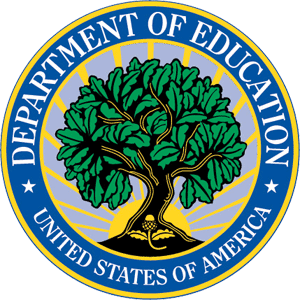
Pieczęć Departamentu Edukacji

Sekretarze Edukacji USA (ang. United States Secretary of Education) – szef amerykańskiego Departamentu Edukacji. Sekretarz jest członkiem amerykańskiego Rządu, powołuje go Prezydent USA, a zatwierdza Senat USA.
W latach 1953–1979 za edukację odpowiadał Sekretarze Zdrowia, Edukacji i Polityki Społecznej USA, a w 1979 r. utworzono samodzielny Departament Edukacji.
Sekretarz Edukacji jest formalnie 16. w kolejce do sukcesji prezydenckiej.

## Lista Sekretarzy
| Nr | Zdjęcie            | Nazwisko           | Kadencja                             | Kadencja         | Prezydent USA  |
| Nr | Zdjęcie            | Nazwisko           | Od                                   | Do               | Prezydent USA  |
| -- | ------------------ | ------------------ | ------------------------------------ | ---------------- | -------------- |
| 1  |                    | Shirley Hufstedler | 30 listopada 1979                    | 20 stycznia 1981 | Jimmy Carter   |
| 2  |                    | Terrel Bell        | 22 stycznia 1981                     | 20 stycznia 1985 | Ronald Reagan  |
| 3  |                    | William Bennett    | 6 lutego 1985                        | 1988             | Ronald Reagan  |
| 4  |                    | Lauro Cavazos      | 20 września 1988                     | 12 grudnia 1990  | Ronald Reagan  |
| 4  | George H.W. Bush   | Lauro Cavazos      | 20 września 1988                     | 12 grudnia 1990  |                |
| 5  | Lamar Alexander    | Lamar Alexander    | 22 marca 1991                        | 20 stycznia 1993 |                |
| 6  | Richard Riley      | Richard Riley      | 21 stycznia 1993                     | 20 stycznia 2001 | Bill Clinton   |
| 7  | Rod Paige          | Rod Paige          | 21 stycznia 2001                     | 20 stycznia 2005 | George W. Bush |
| 8  | Margaret Spellings | Margaret Spellings | 20 stycznia 2005                     | 20 stycznia 2009 | George W. Bush |
| 9  |                    | Arne Duncan        | 20 stycznia 2009                     | 1 stycznia 2016  | Barack Obama   |
| 10 |                    | John King          | 1 stycznia 2016 (pełniący obowiązki) | 14 marca 2016    | Barack Obama   |
| 10 | 14 marca 2016      | John King          | 20 stycznia 2017                     |                  | Barack Obama   |
| 11 |                    | Betsy DeVos        | 7 lutego 2017                        | 8 stycznia 2021  | Donald Trump   |
| 12 |                    | Miguel Cardona     | 3 marca 2021                         | 20 stycznia 2025 | Joe Biden      |
| 13 |                    | Linda McMahon      | 3 marca 2025                         | nadal            | Donald Trump   |